# Agriades dis
Agriades dis is een vlinder uit de familie van de Lycaenidae. De soort is voor het eerst wetenschappelijk beschreven als Lycaena dis door Grigori Jefimovitsj Groemm-Grzjimajlo in een publicatie uit 1891.
De soort komt voor in Tibet (Amdo).